# Fülöpszállás

Herb

Fülöpszállás – wieś i gmina w środkowo-południowej części Węgier, w pobliżu miasta Kiskunmajsa. Gmina liczy 2285 mieszkańców (styczeń 2011) i zajmuje obszar 91,32 km².

## Położenie
Miejscowość leży na obszarze Wielkiej Niziny Węgierskiej, w komitacie Bács-Kiskun, w powiecie Kiskőrös.